# Darkbloom
Darkbloom — мини-сплит канадских музыкантов Граймс и d’Eon. Был выпущен 18 апреля 2011 года совместно с Arbutus Records и Hippos in Tanks.

## Список композиции
Треки 1-5 исполнены, написаны и выпущены Граймс. Треки 6-9 исполнены, написаны и выпущены d’Eon.
| №                   | Название               | Длительность |
| ------------------- | ---------------------- | ------------ |
| 1.                  | «Orphia»               | 1:09         |
| 2.                  | «Vanessa»              | 5:24         |
| 3.                  | «Crystal Ball»         | 3:16         |
| 4.                  | «Urban Twilight»       | 4:16         |
| 5.                  | «Hedra»                | 3:39         |
| 6.                  | «Telepathy»            | 3:03         |
| 7.                  | «Thousand Mile Trench» | 6:00         |
| 8.                  | «Tongues»              | 4:02         |
| 9.                  | «Transparency»         | 5:30         |
| Общая длительность: | Общая длительность:    | 36:19        |

## История выпуска
| Страна         | Дата           | Лейбл                            | Формат               |
| -------------- | -------------- | -------------------------------- | -------------------- |
| Великобритания | 18 апреля 2011 | Arbutus Records, Hippos in Tanks | Цифровая дистрибуция |
| Канада         | 19 апреля 2011 | Arbutus Records, Hippos in Tanks | CD                   |
| Канада         | 10 мая 2011    | Arbutus Records, Hippos in Tanks | 12"                  |
| Канада         | 17 мая 2011    | Arbutus Records, Hippos in Tanks | Цифровая дистрибуция |
| США            | 17 мая 2011    | Arbutus Records, Hippos in Tanks | Цифровая дистрибуция |